# Lydia De Witt
Pour les articles homonymes, voir De Witt.
Lydia Maria Adams De Witt (1er février 1859 - 10 mars 1928) est une pathologiste américaine.
Le cratère vénusien De Witt a été nommé en son honneur.